# Disney Sports Basketball
Disney Sports Basketball es un videojuego de deportes de la serie Disney Sports publicado por Konami en 2002. El juego consiste en personajes del universo de Mickey Mouse jugando al baloncesto.

## Equipos
- Los Superstars (Mickey Mouse)
- Los Charmers (Minnie Mouse)
- Los Seaducks (Donald Duck)
- Los Belles (Daisy Duck)
- Los Spacenuts (Goofy)
- Los TinyRockets (Huey, Dewey y Louie & José Carioca)
- Los Shifters (Max Goof)
- Los Steamrollers (Pete)
- Los Imperials (Mortimer Mouse)
- Mickey's All-Stars (Mickey, Minnie y Huey)
- Donald's All-Stars (Donald, Daisy y Dewey)
- Goofy's All-Stars (Goofy, Max y Louie)
- Pete's All-Stars (Pete, Mortimer y Lobo Feroz)

## Recepción
| Críticas Publicación Calificación GC GBA Famitsu 26/40 [ 1 ] 25/40 [ 2 ] GamesMaster 54% [ 3 ] 45% [ 4 ] GameSpot 2.6/10 [ 5 ] 7.5/10 [ 6 ] GameSpy [ 7 ] N/A IGN 4/10 [ 8 ] 8/10 [ 9 ] NGC Magazine 55% [ 10 ] N/A Nintendo Power 2/5 [ 11 ] 3.2/5 [ 12 ] X-Play N/A [ 13 ] Puntuaciones de reseñas Metacritic 37/100 [ 14 ] 73/100 [ 15 ] |              |              |
| Críticas |              |              |
| Publicación | Calificación | Calificación |
| Publicación | GC           | GBA          |
| Famitsu | 26/40        | 25/40        |
| GamesMaster | 54%          | 45%          |
| GameSpot | 2.6/10       | 7.5/10       |
| GameSpy | [ 7 ]        | N/A          |
| IGN | 4/10         | 8/10         |
| NGC Magazine | 55%          | N/A          |
| Nintendo Power | 2/5          | 3.2/5        |
| X-Play | N/A          | [ 13 ]       |
| Puntuaciones de reseñas |              |              |
| Metacritic | 37/100       | 73/100       |

La versión de Game Boy Advance recibió críticas "mixtas o promedio", mientras que la versión de GameCube recibió críticas "desfavorables", según el sitio web de agregación de reseñas Metacritic. En Japón, Famitsu le dio una puntuación de 26 sobre 40 para la versión de GameCube, y 25 sobre 40 para la versión de GBA.